# ハブール川

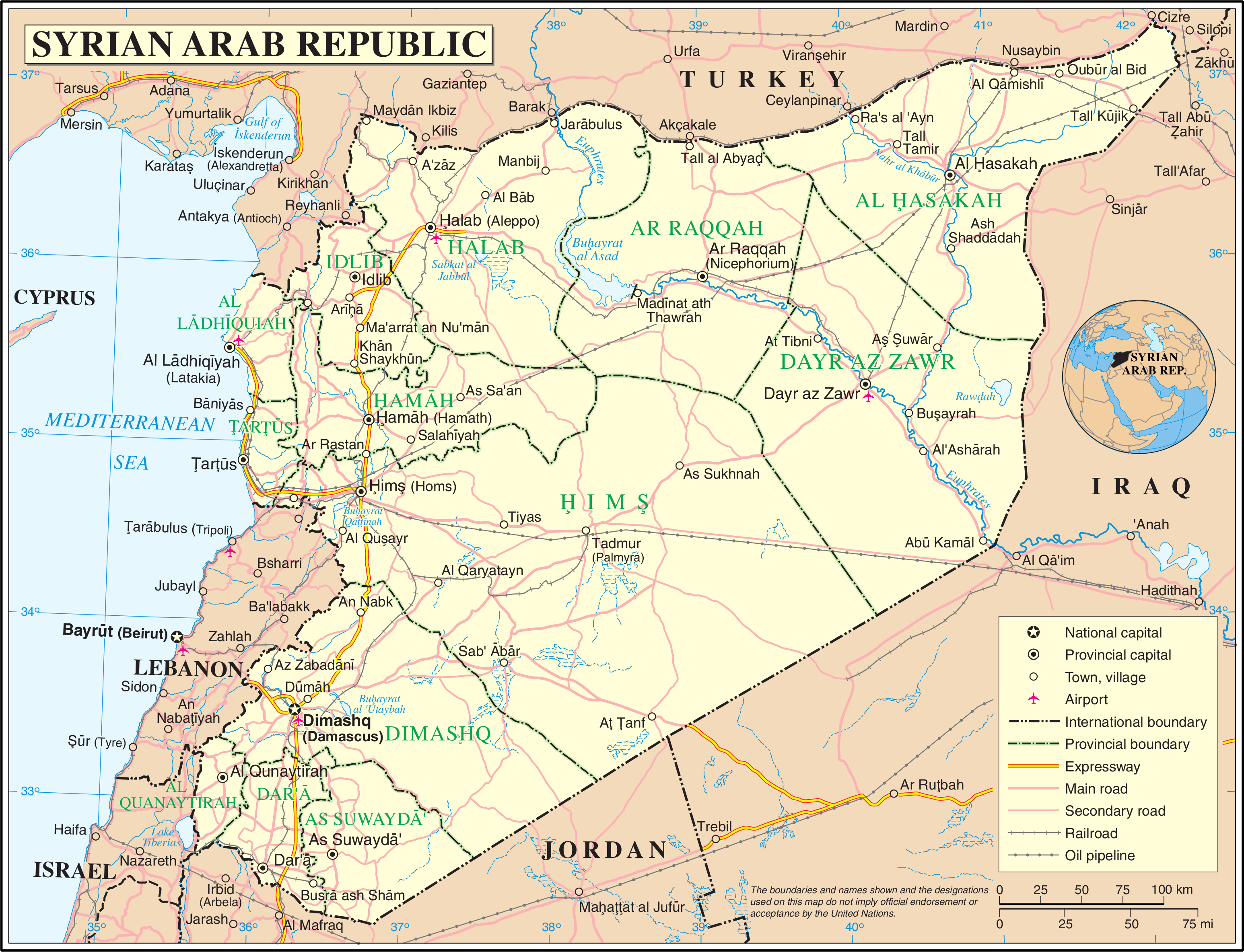
シリア地形図。ハブール川はシリア北東端の一帯を流域としユーフラテスに流れる

ハブール川（ハーブール川、ハブル川、カブル川、Khabur、Habor、Habur、Chabur、アラム語：ܚܒܘܪ, クルド語：Çemê Xabûr, アラビア語：نهر الخابور Nahr al-khābūr）は、ユーフラテス川の大きな支流の一つ。トルコ南東部のマルディン県の丘陵地帯トゥル・アブディン地方（Tur Abdin）に発し、南へ流れシリア領内に入り乾燥したジャズィーラ地方の平原を貫き、支流ジャグジャグ川を合わせ、同国東部のアブ・セライ（Abu-Serai、デリゾールより下流、古代のキルケシウム／カルケシオン Circesium）でユーフラテス川に注ぐ。西に並行して流れる水の多いバリフ川とは違い、ハブール川は年のほとんどの時期は涸れ川（ワジ）となっており水はほとんど流れない。
支流にはアウェイジ川（Aweidj）、ダラ川（Dara）、ジルジブ川（Djirdjib）、ジャグジャグ川（Jaghjagh）、ラッド川（Radd）、ゼルガン川（Zergan）などがあるが、これらも同様に年の多くは水が流れていない。これらの支流の多くが流れるハブール川上流域は、北はトルコ南東部の山地、南はジャズィーラの平原の中にそびえ東西方向に走るアブダルアジーズ山地（Abd Al-Aziz Mountains）およびシンジャル山地に挟まれた地域であり、メソポタミア南部より雨量が多い。新石器時代には野生のコムギなど穀物の採集が始まり、現在はシリアの穀倉地帯となっている地域である。これらの支流はハサカの街の近くで一つに合流し、アブダルアジーズ山地とシンジャル山地の間を通って平野部に出、ハサカ県を貫いてデリゾール県のアブ・セライでユーフラテスに合流する。
トルコ南東部には同名の川がある。このハブール川はトルコのシルナク（Sirnak）に発してイラク領内のザホ（Zakho）に入り、トルコ・シリア・イラクの三カ国が接する地点でチグリス川に合流している。

## 歴史
現在発見されている中で世界最古級の都市であるハモウカル（テル・ハモウカル、Hamoukar）をはじめ、テル・ハラフ（Tell Halaf）、テル・エル・ファハリヤ（Tell el Fakhariya、ミタンニの都ワシュカンニとする説がある）、ナガル（Nagar、現在のテル・ブラク Tell Brak）、シェフナ（Shekhna、アッシリアのシャムシ・アダド1世の王都シュバト・エンリルで、現在のテル・レイラン Tell Leilan）、ウルケシュ（Urkesh、現在のテル・モザン Tell Mozan）など、シリアの最北東部にある新石器時代に遡る重要な考古学遺跡は、ハブール川とその支流の流域に散在している。
この周辺は野生のコムギなどの採集が始まった地であり、後にコムギはレバントで人為的に栽培されるようになり、メソポタミア南部で灌漑農業により大量に生産されるようになった。北メソポタミアとシリアで紀元前2千年紀前半の遺跡から見つかっている彩色陶器は、この川の名をとりハブール土器（Khabur ware）と呼ばれる。この土器を作ったフルリ人はハブール川流域を拠点として国家を築き、なかでもミタンニ王国は紀元前1500年代から紀元前1300年代にかけて、オリエント世界に強国として君臨した。
古代の記録には、ハブール川はカボラス川（Chaboras）として登場する。旧約聖書の「列王記」や「歴代誌」下では、アッシリアの王ティグラト・ピレセル3世がヨルダン川東岸で捕らえたイスラエル王国の民の一部を捕囚としてハブール川流域へ移住させたことが書かれている。祭司で預言者のエゼキエルは、カルデアの地の「ケバル川」（Chebar）のほとりで捕囚の民の間にいた頃、天が開けて神の幻を見たという（エゼキエル書1章）。このケバル川はハブール川ともされてきたが、バビロニアのニップル市付近の灌漑用運河でありハブール川とは別と考えられている。列王記は、アッシリアのシャルマネセル5世によってサマリアから連行されたイスラエル王国の捕囚がハブール川流域のゴザン（Gozan, グザナ Guzana, 現在のテル・ハラフ）に移住させられたことについても触れている（列王記下17章6節「…ヘラ、ハボル、ゴザン川、メディアの町々に住ませた」、同18章11節「…ヘラ、ハボル、ゴザン川、メディアの町々にとどまらせた」）。
1960年代に始まったハブール川計画では多くのダムや灌漑用運河が造られたが、一方で遺丘の水没なども懸念されたため発掘がすすめられた。現在、ハブール川やその支流の上流域（トルコおよびシリアにまたがる地域、クルディスタンの一部）は16,000平方kmにおよぶ肥沃な農村地帯になっており、特にシリアにおいては主要な小麦生産地帯ともなっている。またハブール川流域北東部のカーミシュリー付近はシリアの石油生産の中心地でもある。